# Steve Cronin
Pour les articles homonymes, voir Cronin.
Steven Michael Cronin est un joueur américain de soccer né le 28 mai 1983 à Sacramento. Il joue au poste de gardien de but.